# James J. Burke
James J. Burke († 12. Mai 1964 im County Roscommon, Irland) war ein früherer irischer Politiker der Fine Gael. Er war von 1954 bis zu seinem Tod 1964 Teachta Dála (Abgeordneter) im Unterhaus (Dáil Éireann).

## Biografie
James J. Burke war als Landwirt tätig. Er trat im Wahlkreis Roscommon bei den Wahlen 1954 an und wurde 1957 und 1961 wiedergewählt. Er verstarb noch während seiner Parlamentszeit 1964.
Seine Frau Joan Burke, die er 1959 geheiratet hatte und mit der er zwei Kinder hatte, folgte ihm bei den Nachwahl 1964 nach. 